# Parc des Princes
Het Parc des Princes is een voetbalstadion in Parijs, waarin Paris Saint-Germain sinds 1974 speelt. Tot 1990 speelden tevens RC Paris en Paris FC in het stadion. Het huidige stadion werd in 1972 gebouwd, naar een ontwerp van de architect Roger Taillibert. De capaciteit was circa 42.000 toeschouwers.
Omdat Frankrijk het EK 2016 organiseerde werd de capaciteit van het stadion uitgebreid naar 51.000 toeschouwers.
De rol van nationaal stadion is sinds 1998 overgenomen door het nieuwe Stade de France. Sindsdien wordt het Parc des Princes vooral voor voetbalwedstrijden gebruikt.

## Belangrijke evenementen

### Sport
Het huidige Parc des Princes en de vroegere stadions, waaronder een velodroom op dezelfde plaats, was het toneel van een groot aantal sportevenementen.
| Evenement                       | Aantal        | Jaren              |
| ------------------------------- | ------------- | ------------------ |
| Olympische Zomerspelen          | 3             | 1900, 1924, 2024   |
| WK voetbal                      | 2             | 1938, 1998         |
| Finale EK voetbal               | 2             | 1960, 1984         |
| Finale Europacup I              | 3             | 1956, 1975, 1981   |
| Finale Europacup II             | 2             | 1978, 1995         |
| Finale UEFA Cup                 | 1             | 1998               |
| Aankomst Ronde van Frankrijk    | 54            | Eerste etappe (1x) |
| Interlands Frans voetbalelftal  | 128           |                    |
| Wedstrijden Coupe de France     | 33            |                    |
| WK rugby                        | 6 wedstrijden | 1991, 2007         |
| Zeslandentoernooi (rugby)       | 57            |                    |
| Finale Frans rugbykampioenschap | 34            |                    |

### Interlands
| №  | Datum        | Wedstrijd                    | Uitslag | Competitie             | Toeschouwers |
| -- | ------------ | ---------------------------- | ------- | ---------------------- | ------------ |
| 1  | 5 juni 1938  | Zwitserland – Duitsland      | 1 – 1   | WK 1938 1e ronde       | 27.162       |
| 2  | 9 juni 1938  | Duitsland – Zwitserland      | 2 – 4   | WK 1938 1e ronde       | 20.265       |
| 3  | 16 juni 1960 | Hongarije – Zweden           | 5 – 1   | WK 1938 Halve Finale   | 14.800       |
| 4  | 6 juli 1960  | Frankrijk – Joegoslavië      | 4 – 5   | EK 1960 1e ronde       | 26.370       |
| 5  | 10 juli 1960 | Sovjet-Unie – Joegoslavië    | 2 – 1   | Finale EK 1960         | 17.966       |
| 6  | 12 juni 1984 | Frankrijk – Denemarken       | 1 – 0   | EK 1984 Groepsfase (A) | 47.570       |
| 7  | 20 juni 1984 | West-Duitsland – Spanje      | 0 – 1   | EK 1984 Groepsfase (B) | 47.691       |
| 8  | 27 juni 1984 | Frankrijk – Spanje           | 2 – 0   | Finale EK 1984         | 47.368       |
| 9  | 15 juni 1998 | Duitsland – Verenigde Staten | 1 – 0   | WK 1998 Groepsfase (F) | 43.815       |
| 10 | 19 juni 1998 | Nigeria – Bulgarije          | 1 – 0   | WK 1998 Groepsfase (D) | 45.500       |
| 11 | 21 juni 1998 | Argentinië – Jamaica         | 5 – 0   | WK 1998 Groepsfase (H) | 45.000       |
| 12 | 25 juni 1998 | België – Zuid-Korea          | 1 – 1   | WK 1998 Groepsfase (E) | 45.500       |
| 13 | 27 juni 1998 | Brazilië – Chili             | 4 – 1   | WK 1998 Achtste finale | 45.500       |
| 14 | 11 juli 1998 | Nederland – Kroatië          | 1 – 2   | WK 1998 Troostfinale   | 45.500       |
| 15 | 12 juni 2016 | Turkije – Kroatië            | 0 – 1   | EK 2016 Groepsfase (D) | 43.842       |
| 16 | 15 juni 2016 | Roemenië – Zwitserland       | 1 – 1   | EK 2016 Groepsfase (A) | 43.576       |
| 17 | 18 juni 2016 | Portugal – Oostenrijk        | 0 – 0   | EK 2016 Groepsfase (F) | 44.291       |
| 18 | 21 juni 2016 | Noord-Ierland – Duitsland    | 0 – 1   | EK 2016 Groepsfase (C) | 44.125       |
| 19 | 25 juni 2016 | Wales – Noord-Ierland        | 1 – 0   | EK 2016 Achtste finale | 44.342       |

### Concerten
Sinds de jaren tachtig vinden in het Parc des Princes regelmatig muziekconcerten plaats. Bekende artiesten die er optraden zijn onder andere Michael Jackson in 1988 en 1997, Rolling Stones 1990, Johnny Hallyday 1993 en 2003, U2 1997, Metallica 2004, Mika 2008 en Coldplay 2009.